# Leccinum duriusculum
Leccinum duriusculum (Karl Kalchbrenner  & Stephan Schulzer von Müggenburg, 1874 ex Rolf Singer, 1947) sin. Boletus duriusculus (Stephan Schulzer von Müggenburg, 1859/1874), denumit în popor pitărcuță dură, pitarcă zgrunțuroasă sau burete de plop, este o specie de ciuperci comestibile destul de rară din încrengătura Basidiomycota în familia Boletaceae și de genul Leccinum. Acest burete coabitează, fiind un simbiont micoriza (formează micorize pe rădăcinile arborilor). În România, Basarabia și Bucovina de Nord se dezvoltă solitar sau în grupuri mici pe sol umed în păduri de foioase și altundeva, aproape numai sub plopi tremurători, mai rar și sub plopi, din iunie până în octombrie (noiembrie).

## Taxonomie

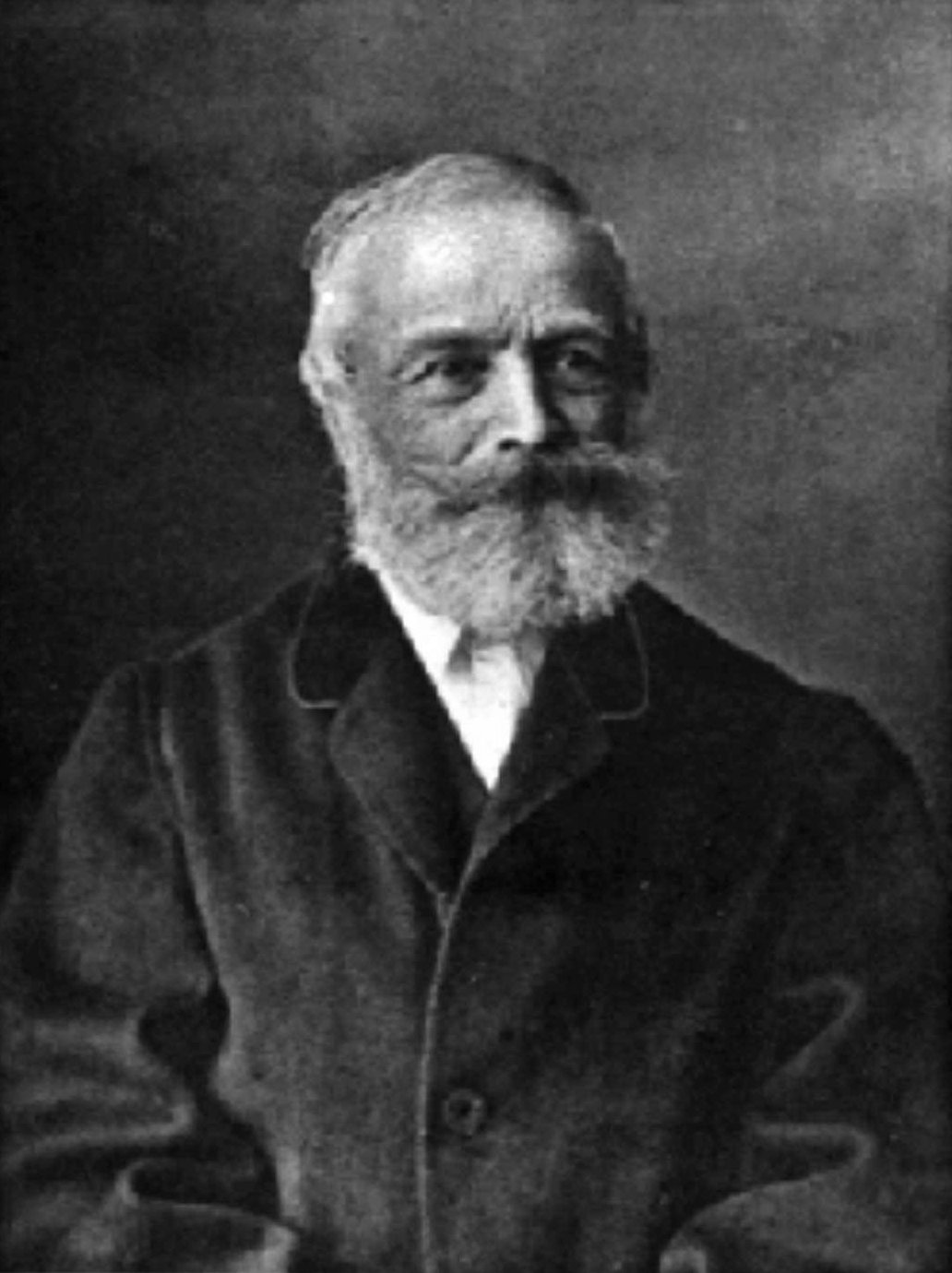
St. Schulzer

Micologul Stephan Schulzer von Müggenburg a descris și ilustrat specia sub denumirea Boletus duriusculus în opera sa cea mai prestigioasă, o sistematică cu multe ilustrații a tutor bureților din Ungaria și Slavonia cu descrierea de aproximativ 1800 de specii pe care le-a observat. Această mare lucrare însă nu a fost publicată de el, ci a fost achiziționată în 1869 de către Academia Ungară de Științe, cesionând editarea micologului Karl Kalchbrenner. Acesta însă nu a publicat descrierea în lucrarea sa renumită Icones selectae Hymenomycetum Hungariae, ci în cartea Hymenomycetes Europaei, sive Epicriseos systematis mycologici din 1874 a renumitului savant Elias Magnus Fries.
În 1947, cunoscutul micolog german Rolf Singer a transferat specia la genul Leccinum, păstrând epitetul vechi, de verificat în articolul său din jurnalul micologic The American Midland Naturalist.
În cursul deceniilor sau mai făcut numeroase încercări de redenumire care, deci acceptate sinonim, nu au fost folosite niciodată și pot fi neglijate.

## Descriere

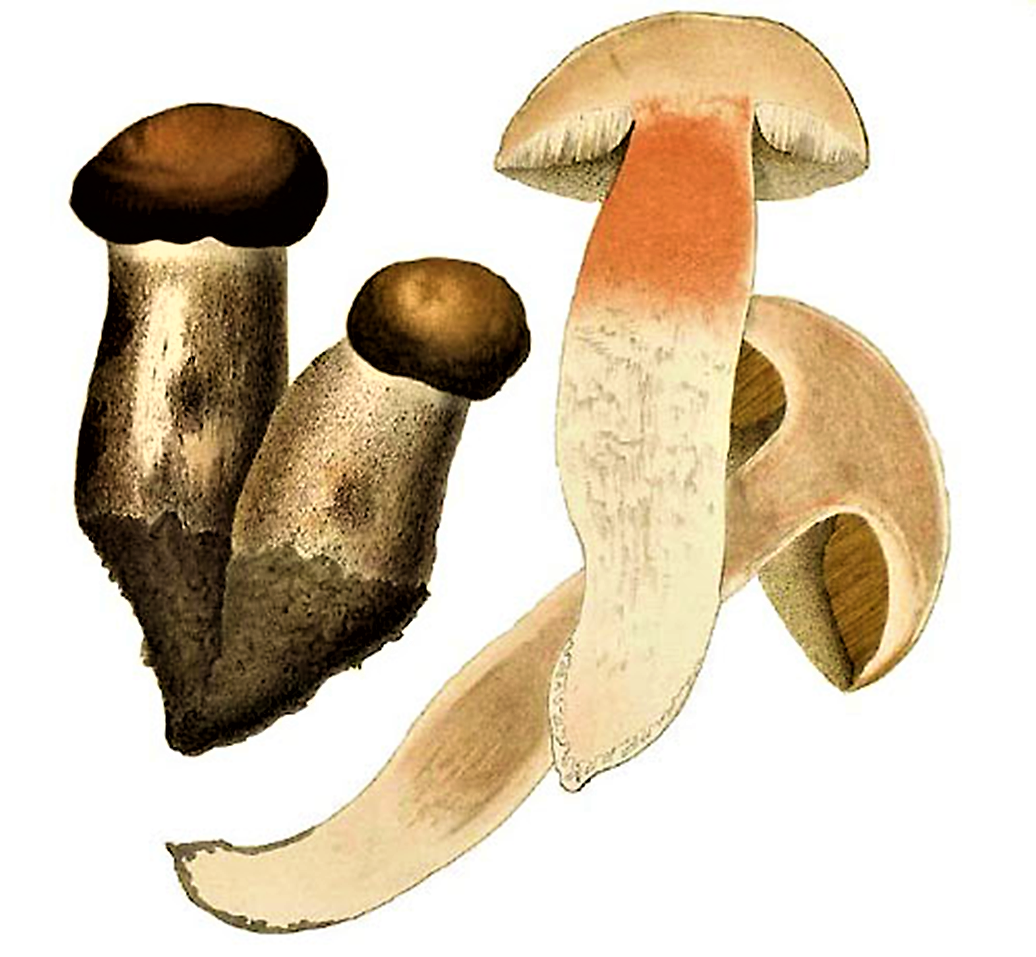
Schulzer: Leccinum duriusculum

- Pălăria: are un diametru de 6-15 (20) cm, este cărnoasă la început semisferică cu marginea răsfrântă spre picior, apoi convexă, dar nu se aplatizează la bătrâne. Cuticula este catifelată până foarte fin pâsloasă, atârnând ușor deasupra marginea pălăriei. Coloritul diferă de la deschis maroniu la gri-brun închis, chiar și brun-negricios, câteodată cu nuanțe roșiatice. La bătrânețe se decoloreaza gri-gălbui.
- Tuburile și porii: sunt sinuat atașate la picior, lungi (până la 3 cm) și subțiri, devenind repede spongioase și boltite sub pălărie, fiind inițial de culoare crem-albicioasă, schimbând mai târziu în gri-crem cu nuanțe măslinii. La leziune se colorez gri-roz. Porii sunt mici, rotunzi, relativ deși și colorați tineri albicios, în vârstă gri murdar, ocazional cu pete brune.

- Piciorul: are o înălțime de 6 până la 15 cm și o lățime de  1,5 până la 4 cm, fiind destul de lung, plin, în tinerețe foarte bulbos, devenind cu maturitatea din ce în ce mai cilindric precum ușor subțiat către vârf, fiind de culoare albicioasă și acoperit de solzișori aspri, gri-bruni, mai închiși și deși spre bază care sunt orânduiți longitudinal.
- Carnea: este albă, pentru timp lung compactă și tare, devenind de abia la bătrânețe spongioasă și apoasă. Odată tăiată se colorează gri-roz, spre bază verde-albăstrui. Are un miros slab de ciuperci și un gust plăcut.
- Caracteristici microscopice: are spori brun-gălbui, alungit elipsoidali, dar nu fusiformi și au o mărime de 16-20 x 5-7 microni. Pulberea lor este de un brun murdar.[5][6]
- Reacții chimice: Carnea buretelui se colorează cu formol mai întâi roz, schimbând mai târziu în portocaliu, cu Hidroxid de potasiu galben, cu sulfat de fier albastru și cu tinctură de Guaiacum după 10 minute albastru-verzui.[9][10]

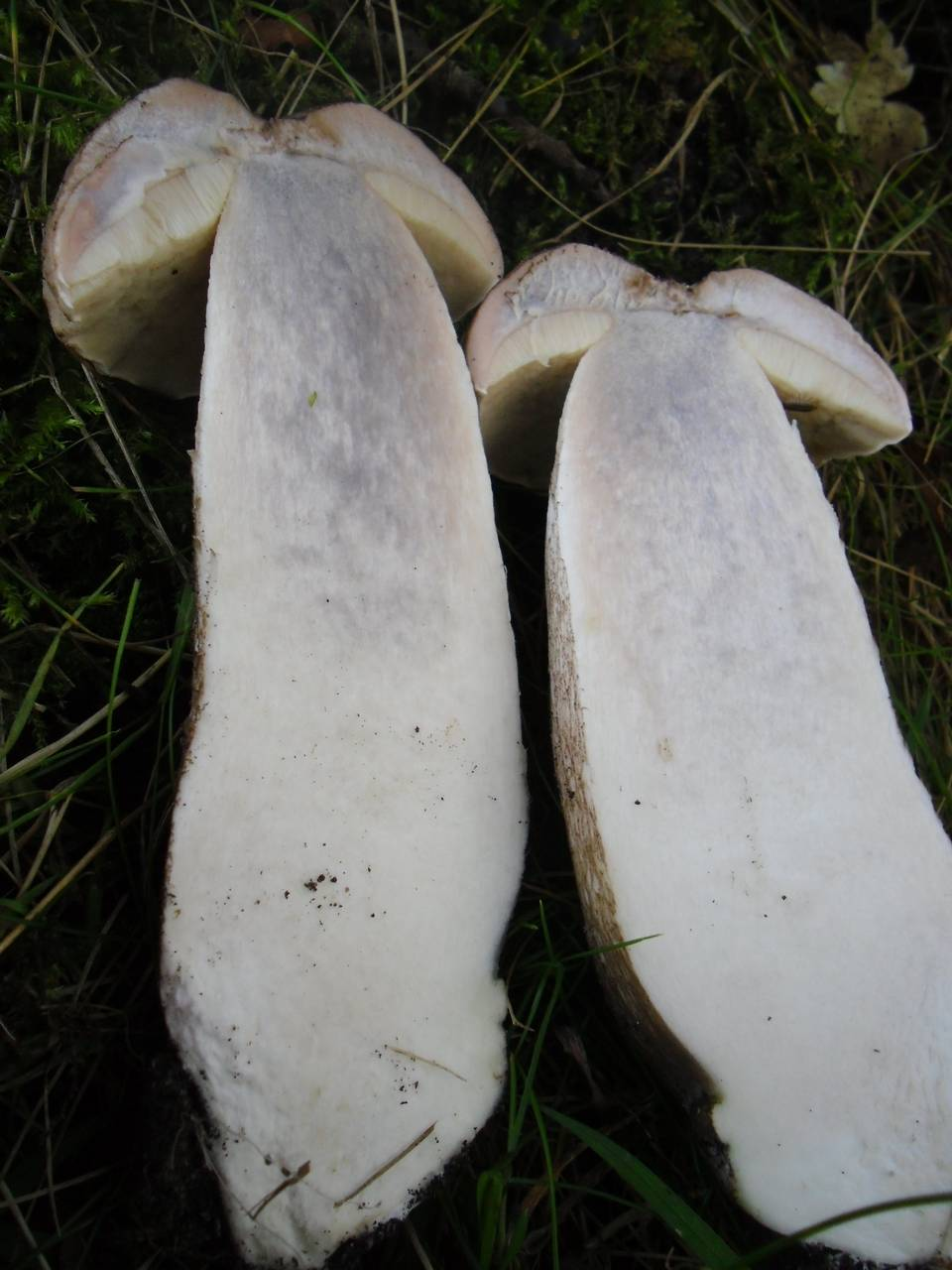
L. duriusculum, secțiune longitudinală
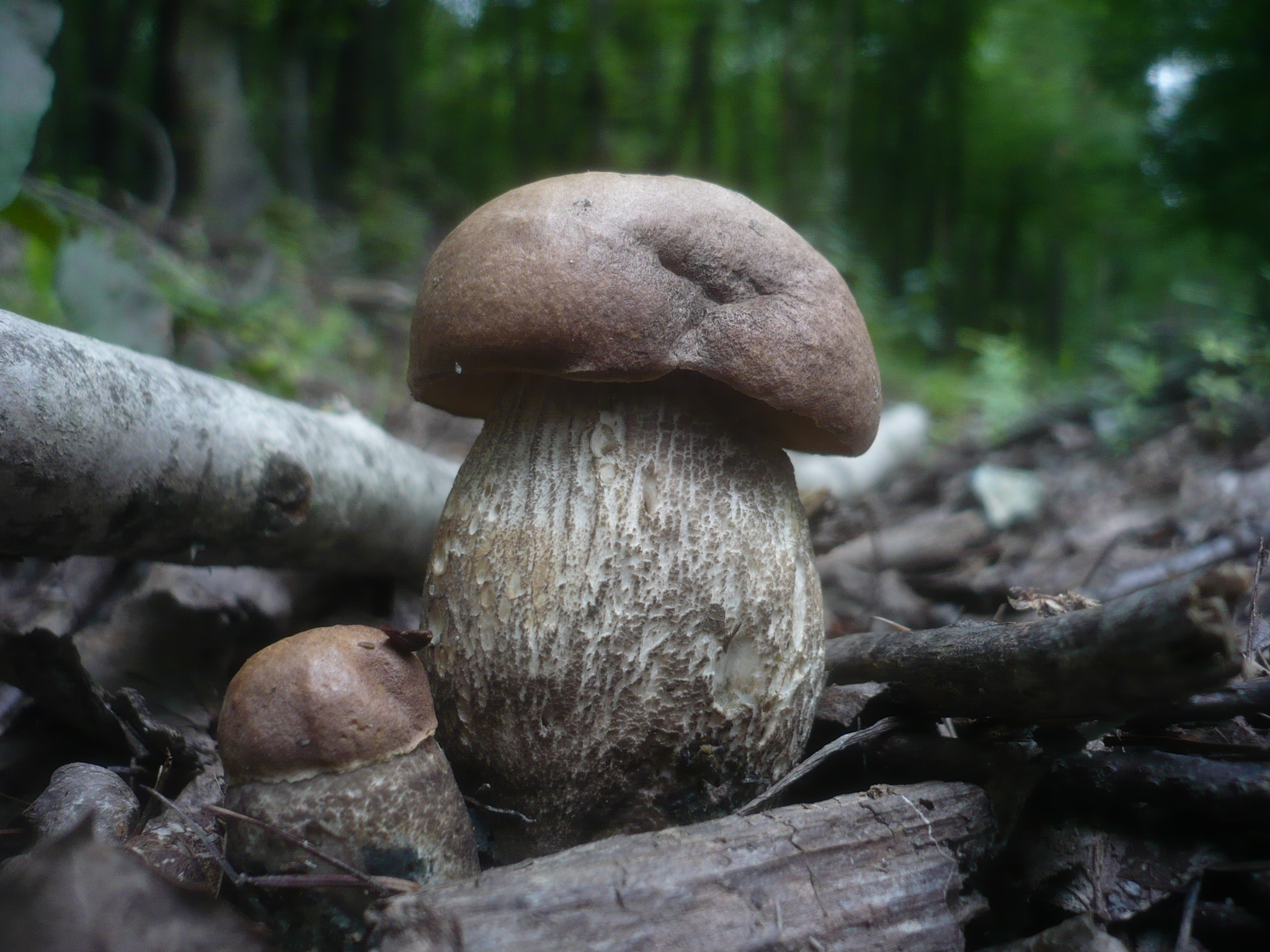
L. duriusculum tineri
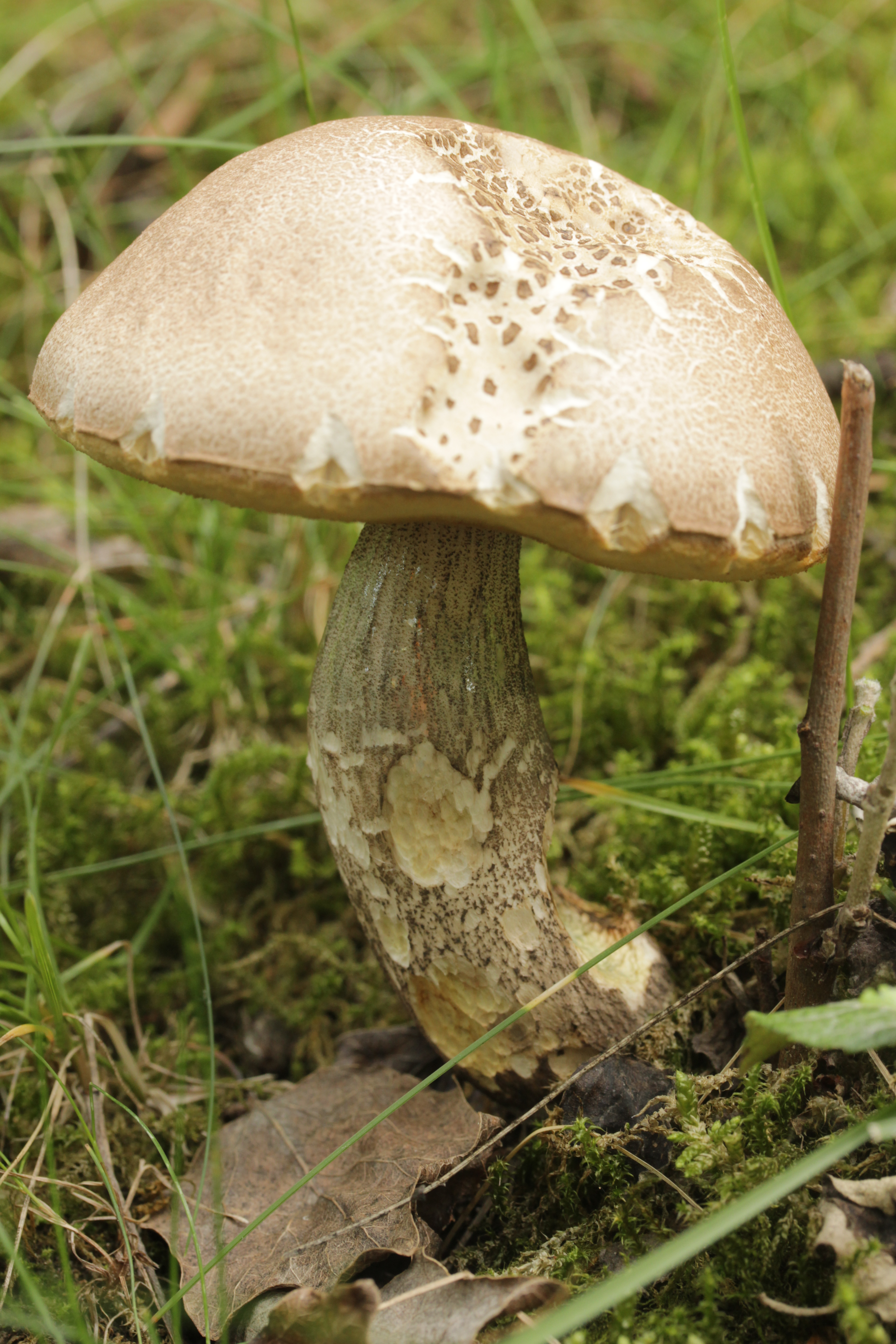
L.duriusculum bătrân
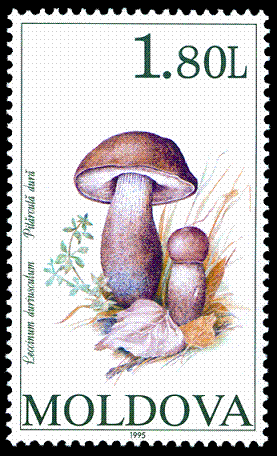
L. duriusculum, R. Moldova 1995

## Confuzii
Buretele nu poate fi confundat cu ciuperci necomestibile sau chiar otrăvitoare, ci numai cu specii aproape înrudite, ca de exemplu cu Leccinellum crocipodium sin. Leccinum crocipodium (comestibil), Leccinum aurantiacum (crește în păduri de foioase în special sub plopi precum plopi tremurători, dar de asemenea pe sub sălcii), Leccinum carpini, Leccinum griseum, Leccinum holopus, Leccinum melaneum, Leccinum pseudoscabrum (trăiește în păduri de foioase în special sub carpeni dar și sub aluni, mesteceni sau plopi), Leccinum piceinum (se găsește în păduri de conifere, mai ales sub molizi pe lângă afine), Leccinum quercinum (crește sub stejari), Leccinum roseofracta (trăiește sub mesteceni), Leccinum scabrum (se dezvoltă în păduri de foioase, în special sub mesteceni), Leccinum thalassinum (apare sub mesteceni pe teren nisipos și umed, este destul de răspândit, dar numai puțin cunoscut), Leccinum variicolor (se dezvoltă numai sub mesteceni prin mlaștini și turbării pe sol acru), Leccinum versipelle (crește în păduri de foioase, parcuri și pajiști sub mesteceni, plopi precum plopi tremurători, dar de asemenea pe sub sălcii), Leccinum vulpinum (se găsește în păduri sub pini de pădure) sau Porphyrellus pseudoscaber sin. Boletus porphyraceus (crește în păduri de foioase sau mixte, pe teren nisipos și pe lângă drumuri cu macadam, comestibil dar cam fibros).

## Specii asemănătoare în imagini

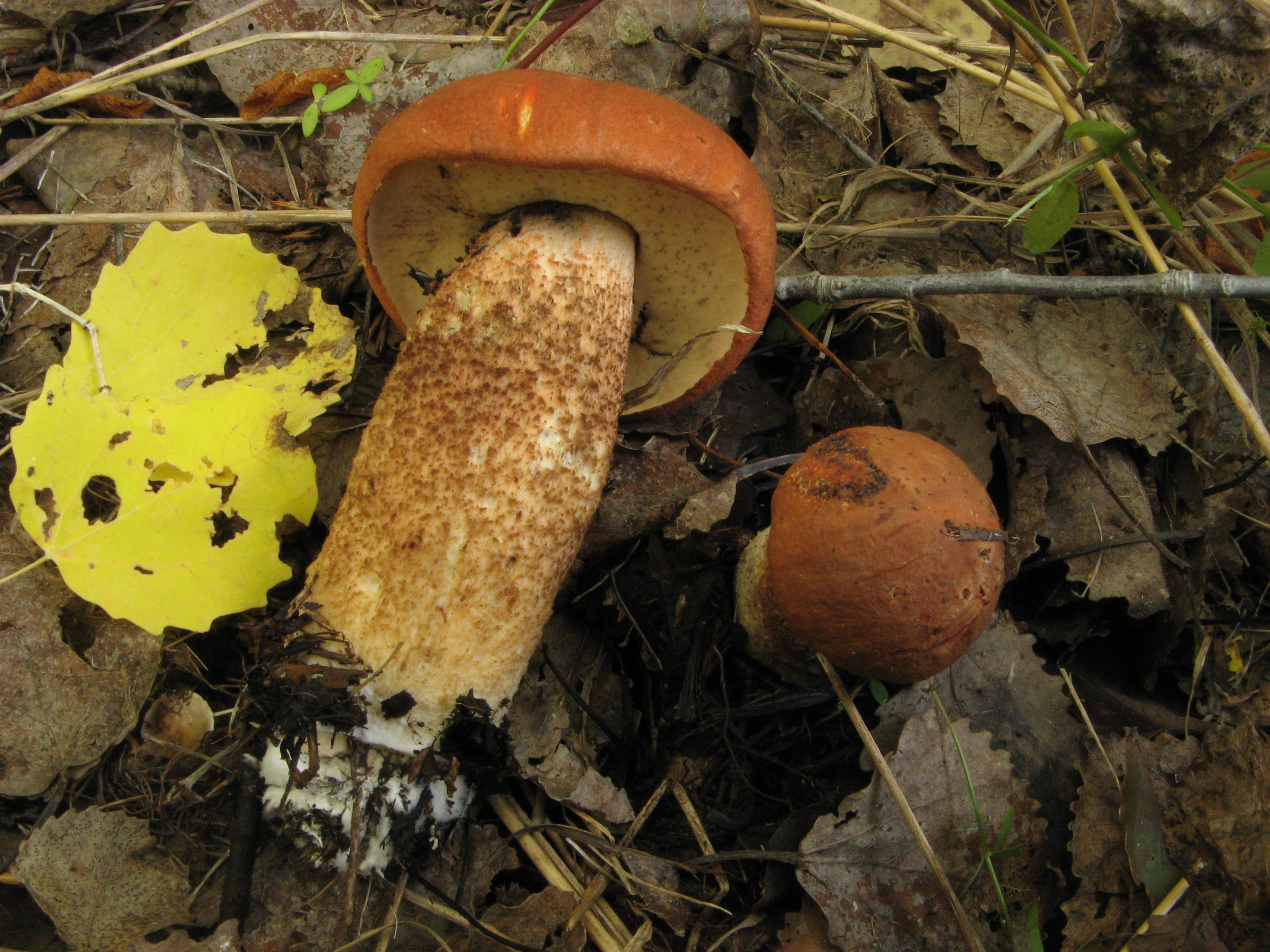
Leccinum aurantiacum
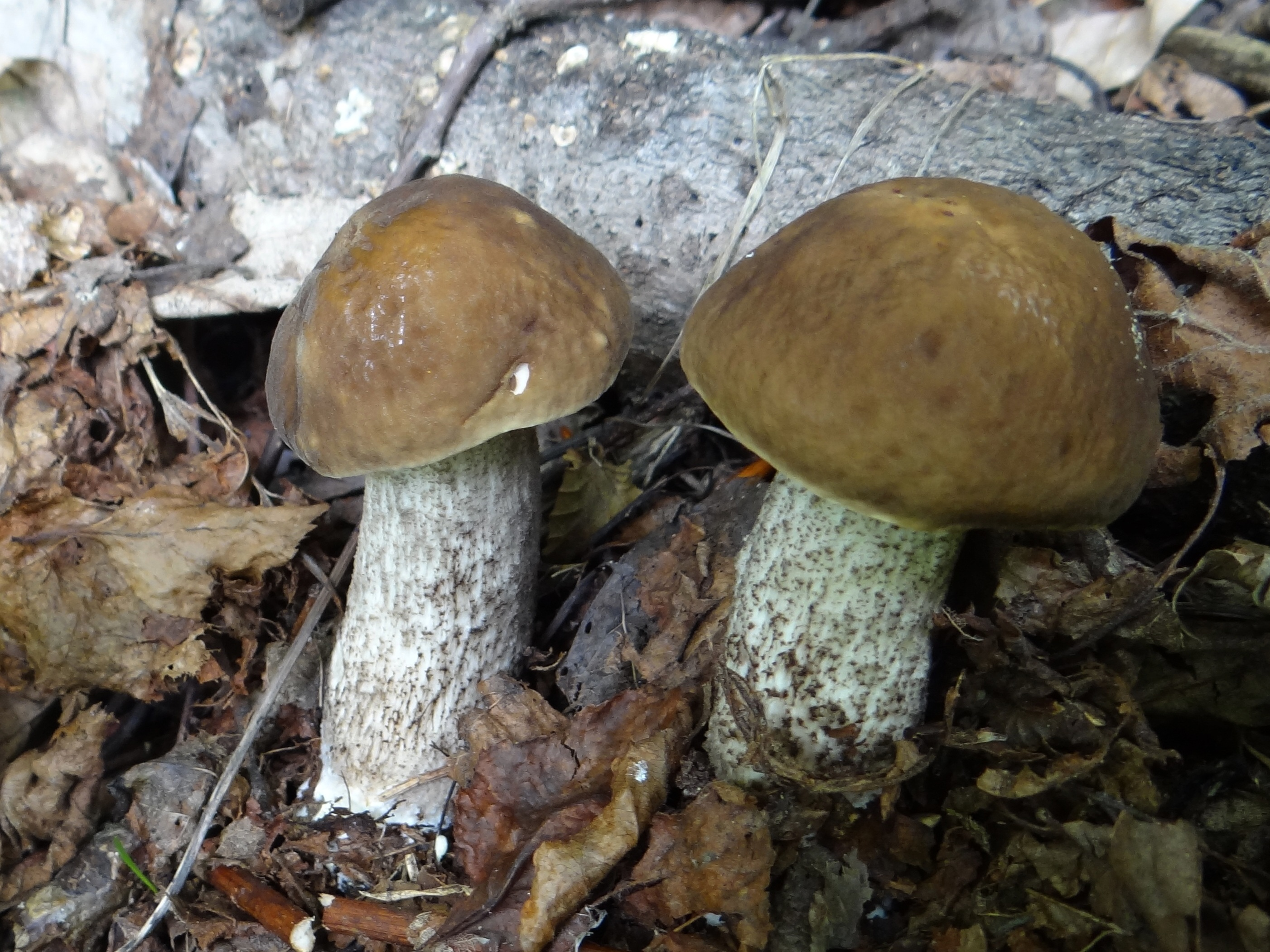
Leccinum carpini
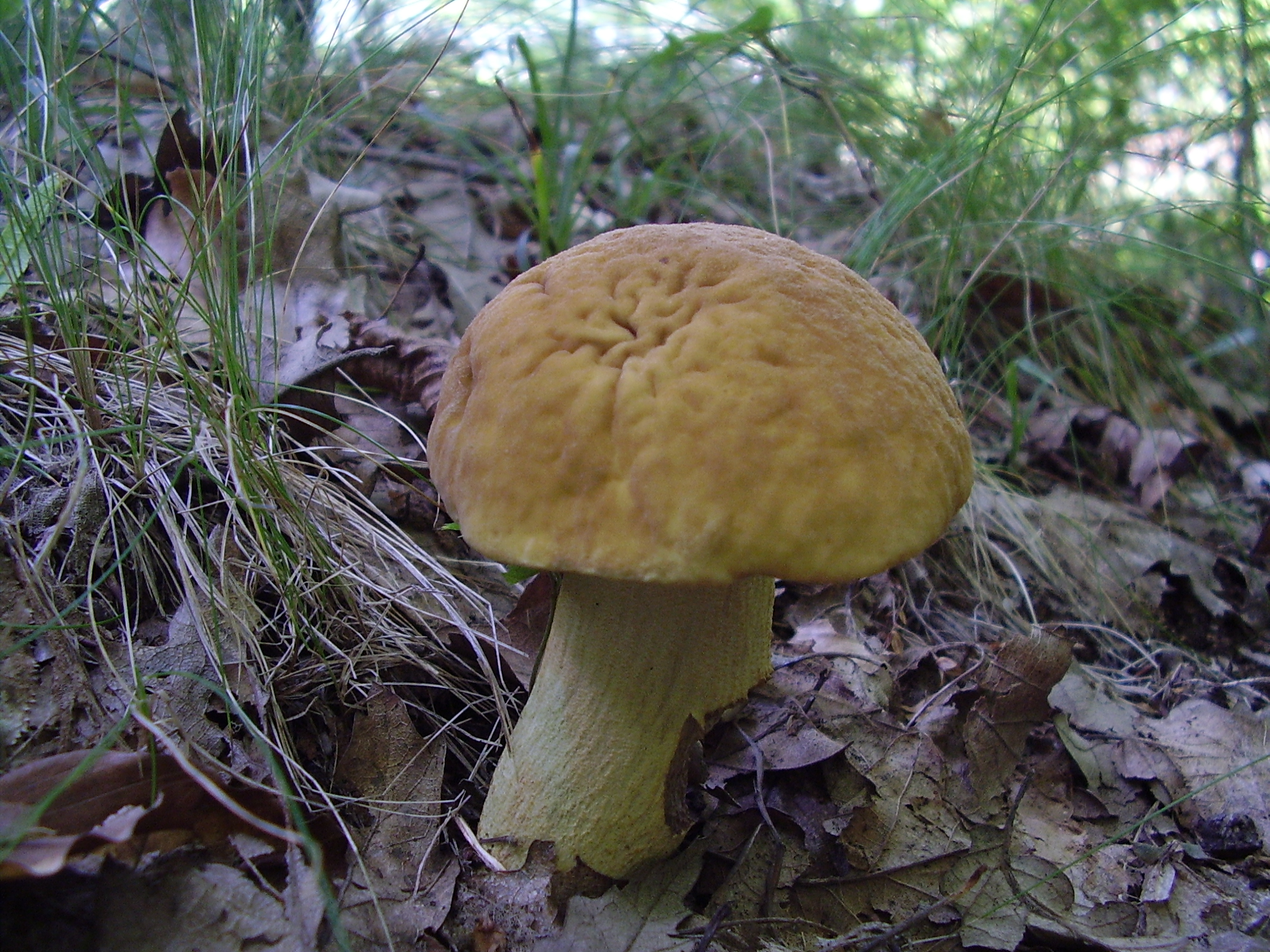
Leccinum crocipodium
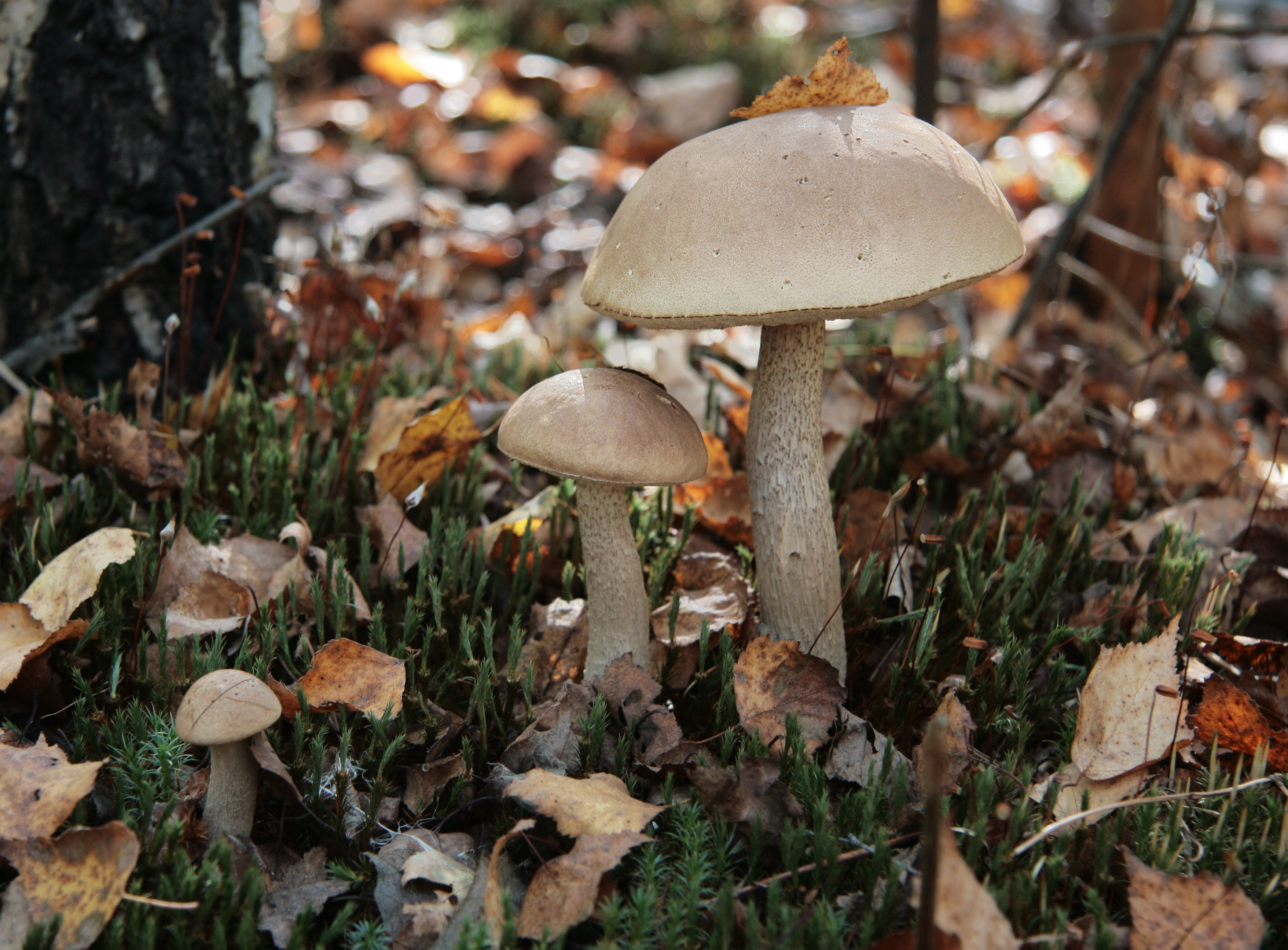
Leccinum holopus
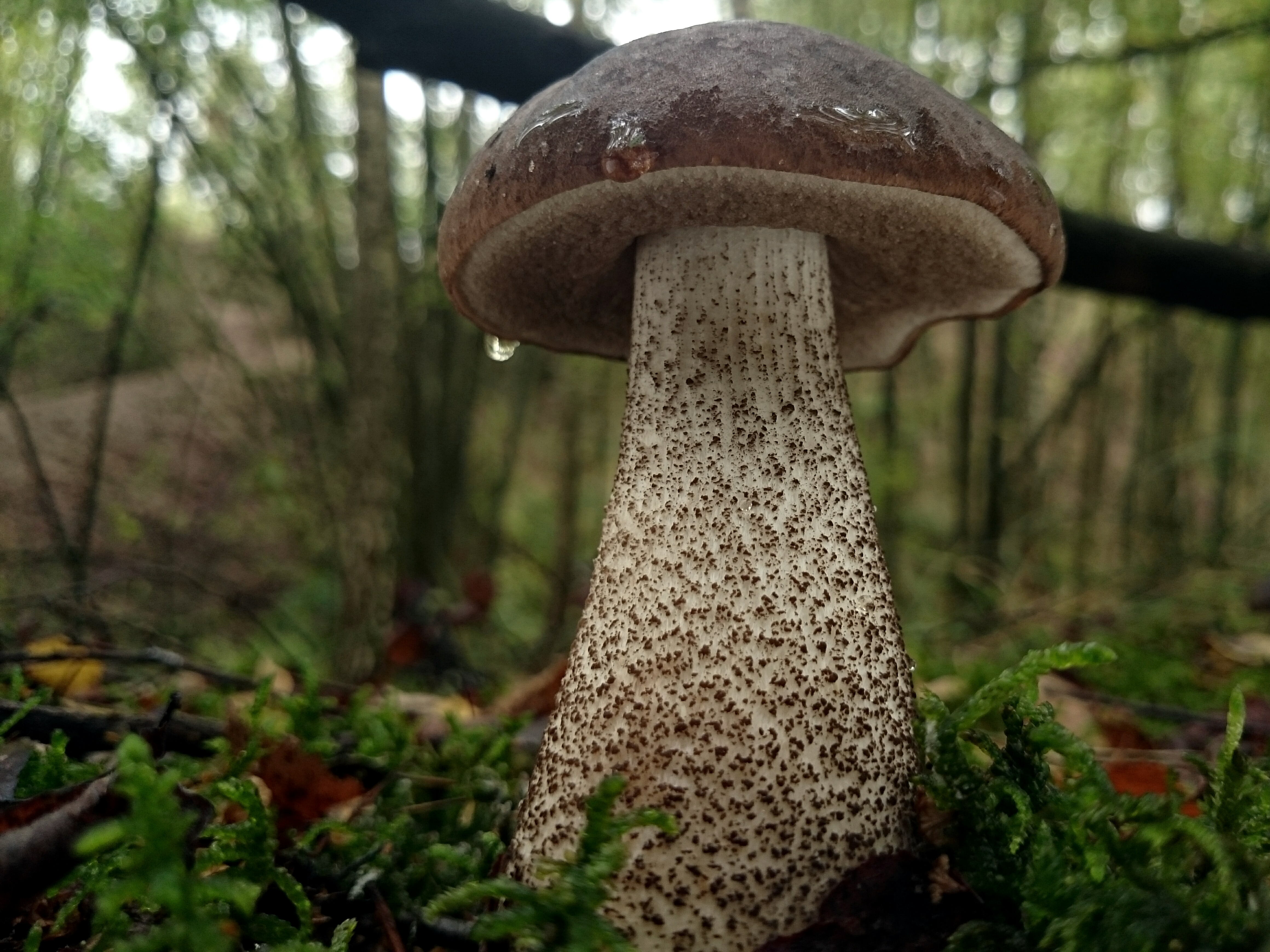
Leccinum melaneum
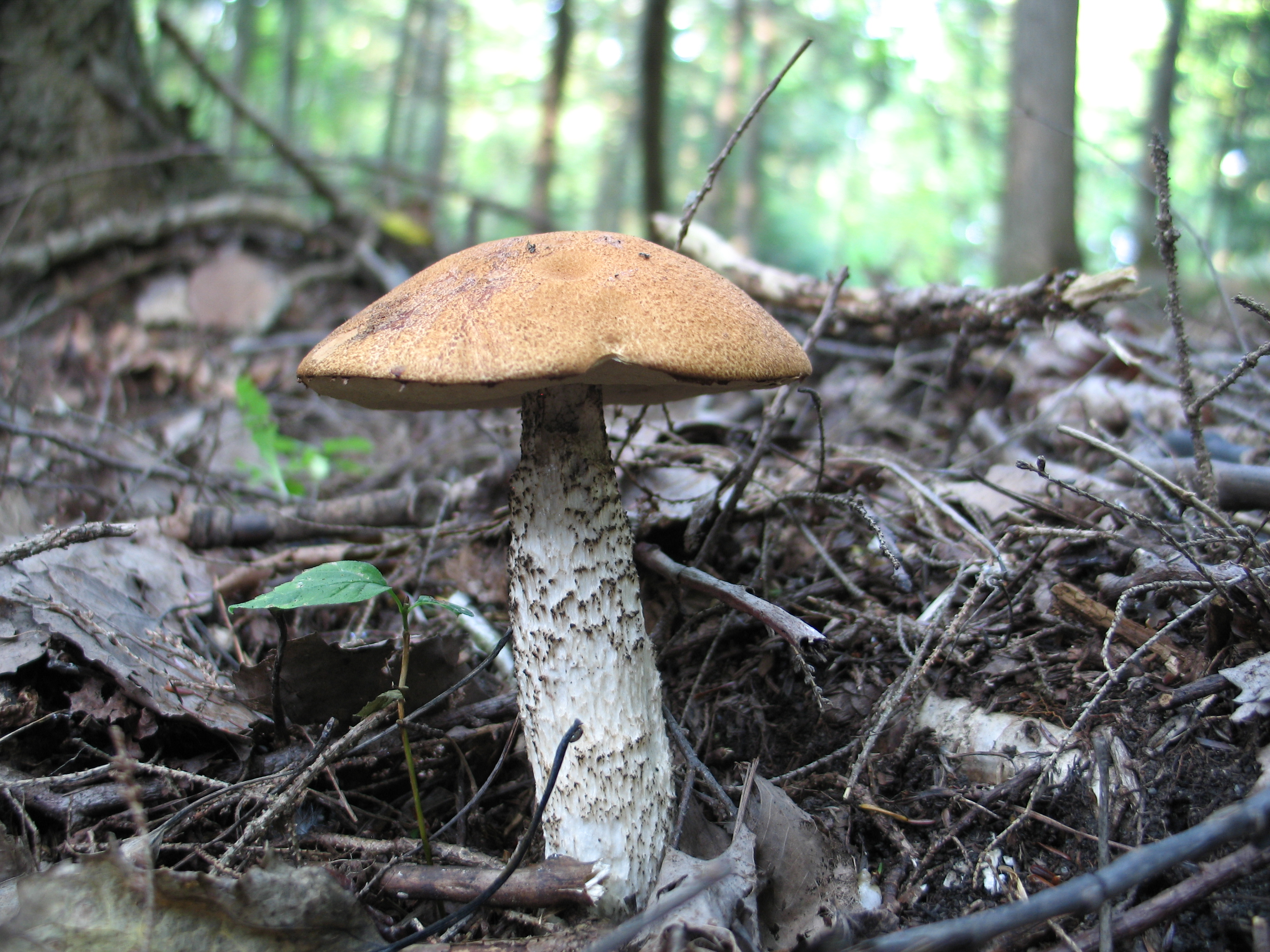
Leccinum piceinum
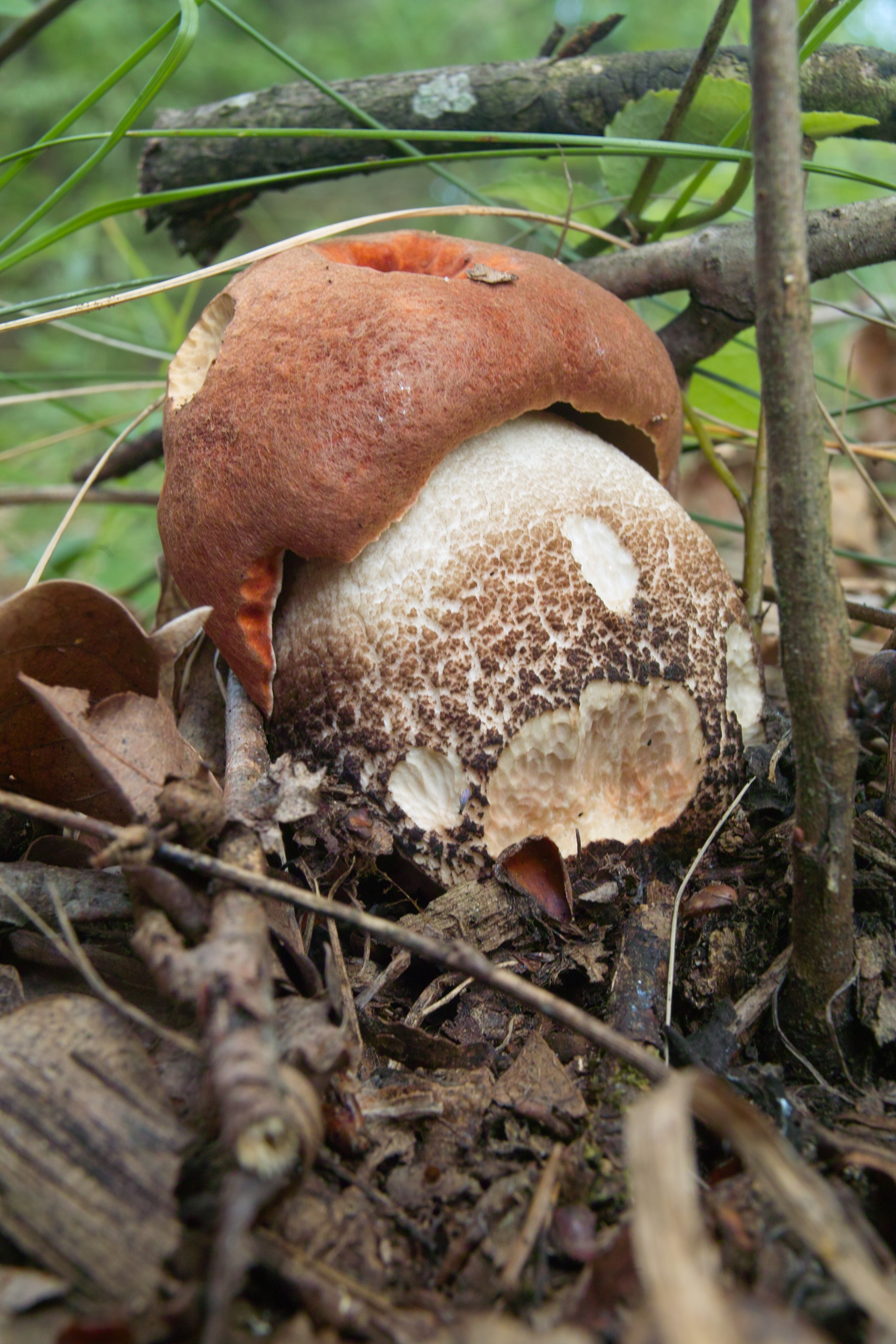
Leccinum quercinum

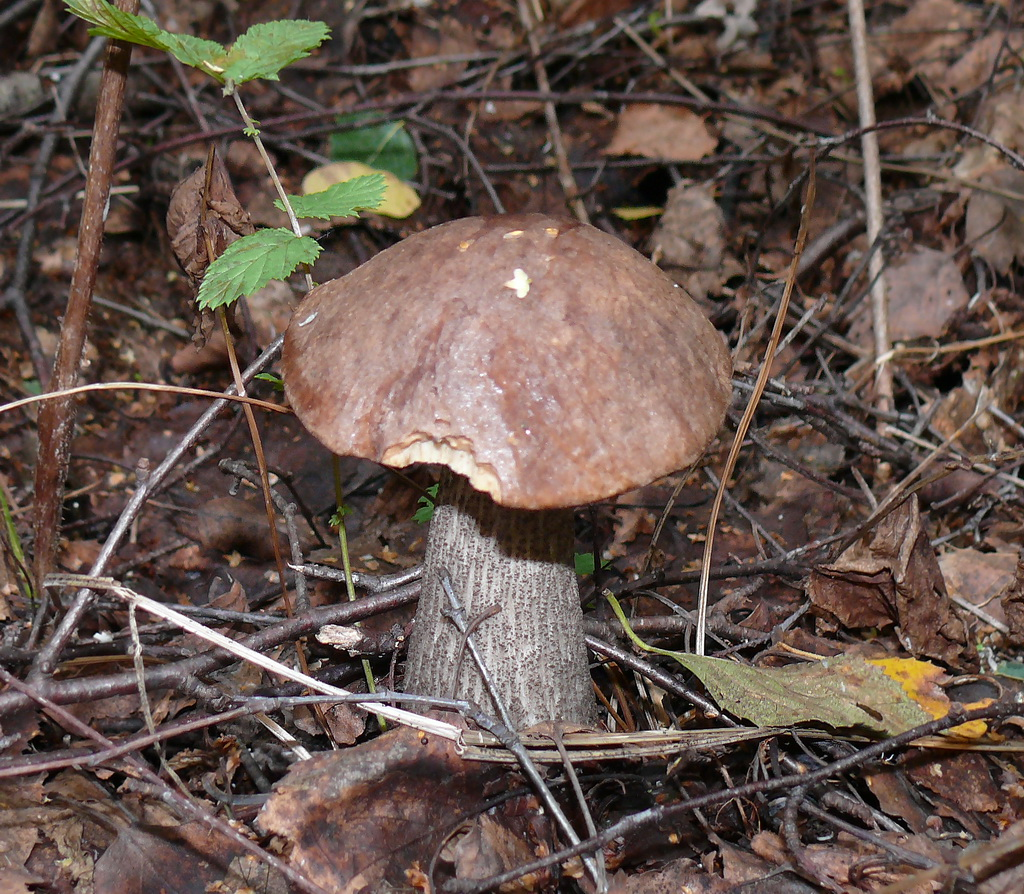
Leccinum scabrum
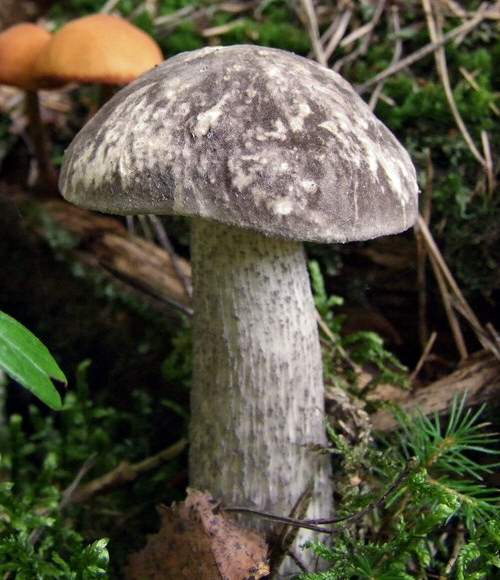
Leccinum variicolor
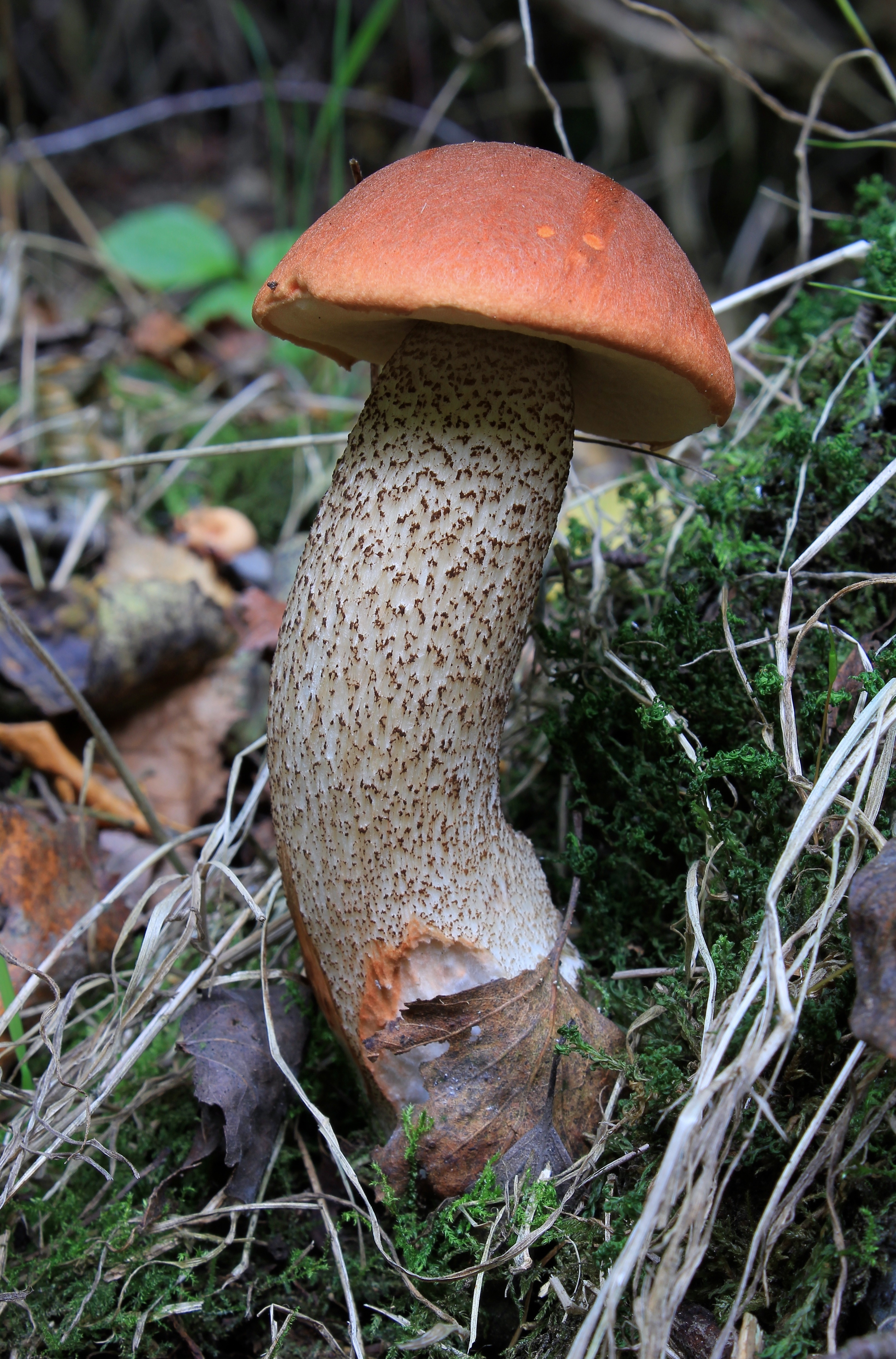
Leccinum versipelle
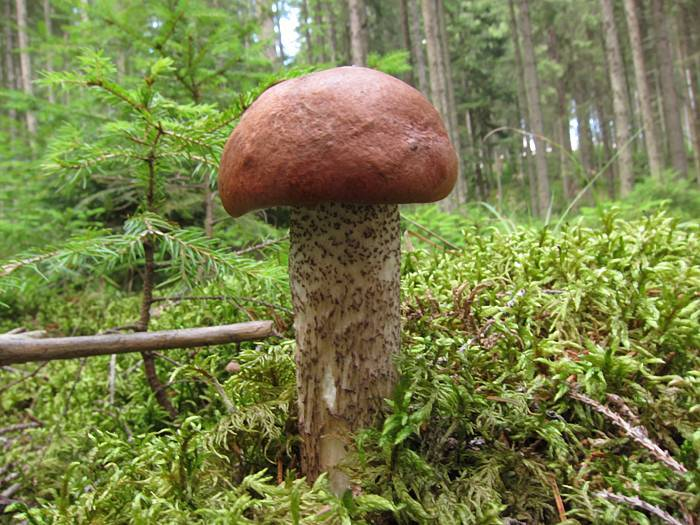
Leccinum vulpinum
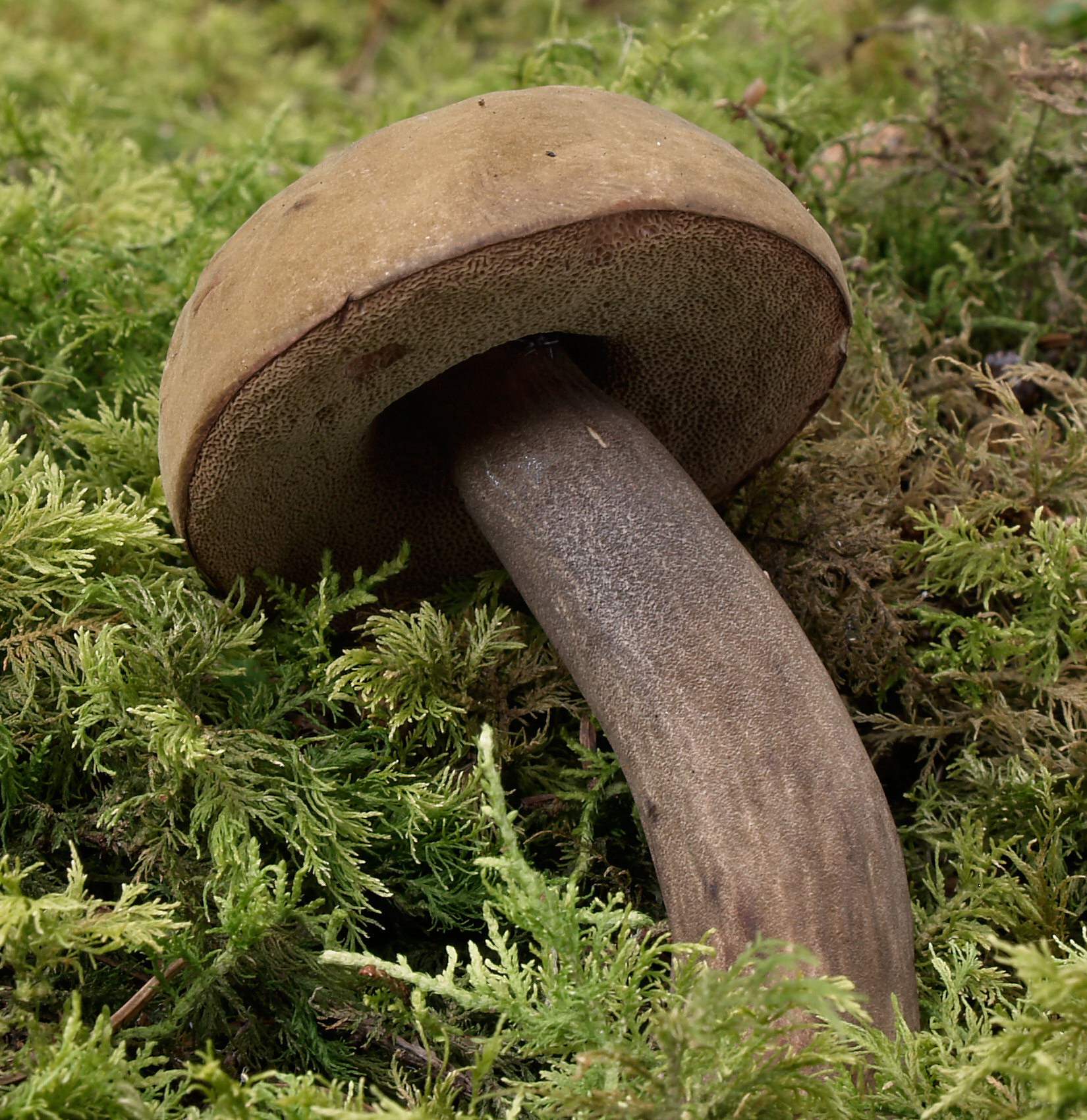
Porphyrellus pseudoscaber

## Valorificare
Această ciupercă are avantajul că este numai rareori atacată de viermi. Bureții proaspeți pot fi pregătiți asemănător altor soiuri ale genului ca ciulama, de asemenea împreună cu alte ciuperci de pădure sau adăugați la un sos de carne de vită sau vânat. Mai departe, ei pot fi tăiați felii și congelați. De asemenea este posibilă, după tăierea în felii, uscarea lor. Foarte gustoși sunt preparați ca Duxelles (un fel de zacuscă).